# HD 183611
HD 183611，又名BD+62 1716，SAO 18343、HR 7413，是一颗恒星，视星等为6.38，位于銀經93.93，銀緯20.02，其B1900.0坐标为赤經19h 25m 17.1s，赤緯+62° 20.02′ 8″。